# Kristian Thue
Kristian Thue, född den 1 februari 1859 i Seljord, död den 5 januari 1913 i Kristiania (nuvarande Oslo), var en norsk läkare. 
Thue blev candidatus medicinæ 1884 och praktiserade från 1885 i Oslo. Han studerade först patologisk anatomi, var därefter reservläkare vid Rikshospitalets medicinska avdelning 1889–1892, överläkare vid Diakonhjemmets sjukhus 1896–1900 och förflyttades sedan till Kristiania kommunala sjukhus, där han var överläkare vid en medicinsk avdelning. Doktorsgraden tog han 1895 (Bidrag til Pleuritens Ætiologi). Thues litterära verksamhet omfattar mest kliniska undersökningar, särskilt av organen i brösthålan. Även lungtuberkulosens behandling gjorde han till föremål för flera arbeten. 